# Mount Peary
Mount Peary (französisch Massif Peary) ist ein markantes Bergmassiv an der Graham-Küste des Grahamlands auf der Antarktischen Halbinsel. Der Berg ist 1900 m (nach britischen Angaben 1800 m) hoch mit einem abgeflachten, verschneiten Gipfel von mehreren Kilometern Ausdehnung und einer nahezu unbedeutenden westlichen Gipfelspitze. Auf der Kiew-Halbinsel ragt er 11 km ostnordöstlich des Kap Tuxen auf und dominiert das Gebiet zwischen dem Wiggins- und dem Bussey-Gletscher.
Entdeckt wurde er bei der Fünften Französischen Antarktisexpedition (1908–1910) unter der Leitung Jean-Baptiste Charcots. Charcot benannte den Berg nach dem US-amerikanischen Polarforscher Robert Edwin Peary (1856–1920), dem vermeintlich ersten Menschen am geographischen Nordpol.